# سبورتينغ برايا كروز
نادي برايا كروز الرياضي هو نادي كرة قدم من ساو توميه وبرينسيب. فاز بالدوري المحلي ست مرات.

## الإنجازات
- بطولة ساو توميه وبرينسيب: 6 مرات

1982, 1985, 1994, 1999, 2007, 2013
- دوري جزيرة ساو توميه: 7

1982, 1985, 1994, 1999, 2007, 2012, 2013
- كأس ساو توميه وبرينسيب: 5

1982, 1993, 1994, 1998, 2000

## روابط خارجية
- صفحة الفريق - ogol.com